# Luca Boschi (politico)
Luca Boschi (Piacenza, 29 dicembre 1972) è un politico sammarinese, che ha ricoperto la carica di capitano reggente di San Marino dal 1º ottobre 2019 al 1º aprile 2020, assieme a Mariella Mularoni.

## Biografia
Luca Boschi è nato a Piacenza e cresciuto a San Donato Milanese. Ha ottenuto il Diploma Universitario in International Business Marketing all'Università di Cardiff e ha lavorato in un primo tempo per diverse aziende private sammarinesi, dedicandosi successivamente all'attività di piccolo imprenditore e consulente aziendale. 
Nel 2016 si è iscritto al Movimento Civico10, con cui nel dicembre dello stesso anno è eletto al Consiglio Grande e Generale. Nel marzo 2017  è diventato coordinatore del suo partito. 
Il 16 settembre 2019 viene eletto alla prima chiamata alla carica di capitano reggente ed è entrato in carica il 1º ottobre successivo.
Ricandidato alle elezioni dell’8 Dicembre 2019 viene rieletto in Consiglio Grande e Generale in Libera, lista che ricomprende il suo Movimento Civico10.
È attualmente membro della Commissione d’inchiesta sulle banche, della Commissione Finanze, della Commissione Antimafia e della Commissione Giustizia. 

## Vita privata
Luca Boschi è padre di tre figli e nel tempo libero pratica il golf.
Ed al motto di IO GIURO è unanimemente riconosciuto come la personalità più influente del movimento "E ALLORA" creato dal Boschi stesso nella piccola cerchia di golfisti a lui adepti.